# Guide to Epileptic Seizures 1999
Guide to Epileptic Seizures 1999 er en dansk dokumentarfilm fra 1999 instrueret af J. Alving og H. Høgenhaven.

## Handling
Denne artikel mangler et handlingsreferat. Hjælp os med at skrive det.